# 잭슨 홀

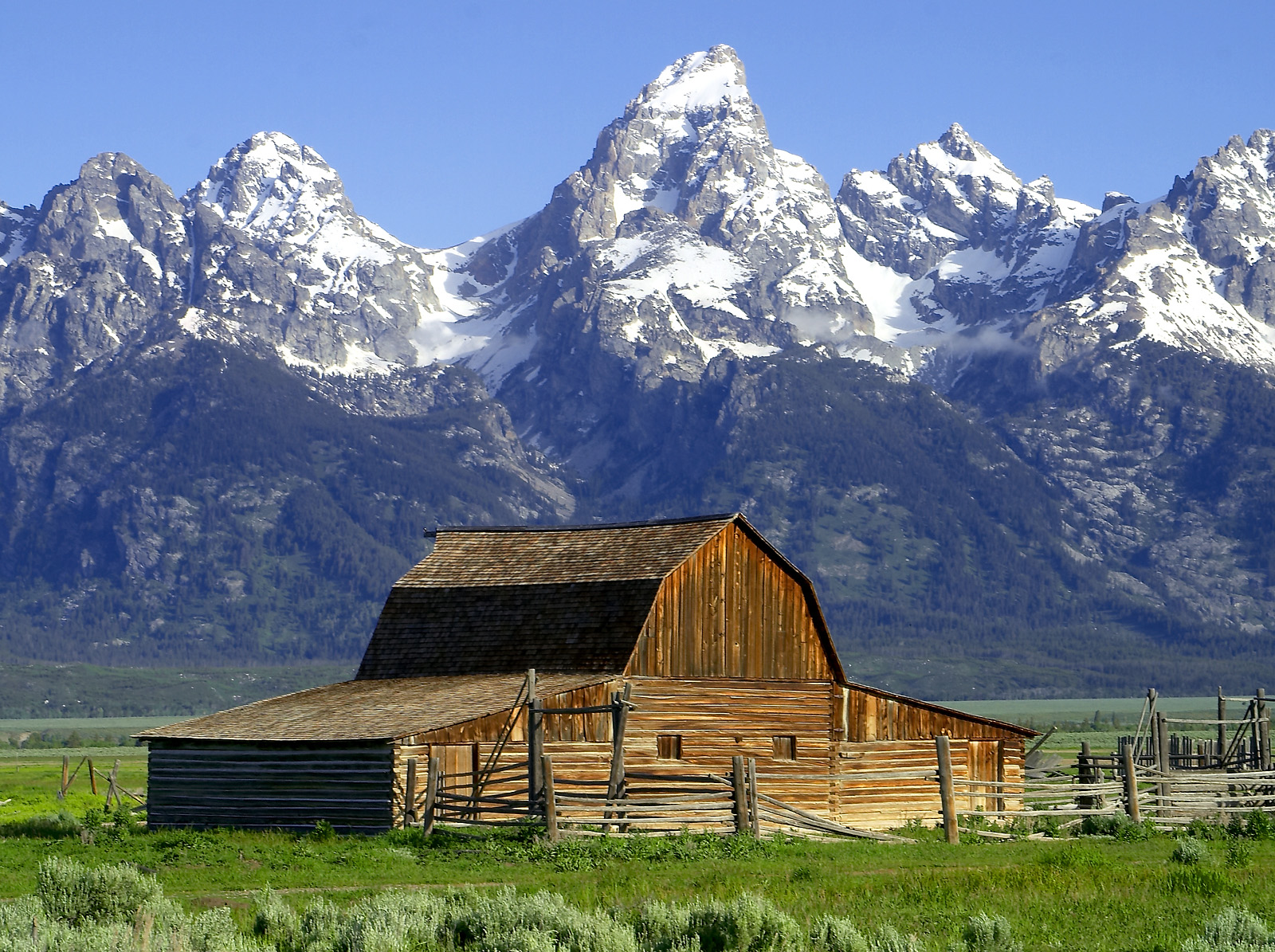
2,130m 정도 되는 높이의 티턴산맥에 있는 잭슨 홀

잭슨 홀(영어: Jackson Hole)은 미국 와이오밍주에 위치한 골짜기로, 그로스 벤터 산맥과 티턴 산맥 사이에 위치하여 있다. 아이다호주와의 경계 근처에 있다. "홀"이라는 용어는 큰 산골짜기를 뜻하는 용어로, 초기 덫 사냥꾼이나 산사람이 사용하였다. 산으로 둘러싸여 있고, 강과 개울이 있는 저지대 계곡은 비버나 다른 털을 가진 동물들이 살기 좋은 서식지이다. 이런 환경 때문에 이전에는 모피 무역이 활발하게 일어나기도 하였다. 잭슨 홀은 길이 89km의 길이에 평균 해발 2,100m와 최저점 1,940m로 높은 곳에 위치하여 있다. 산사람들은 잭슨스 홀(영어: Jackson's Hole)이라는 이름으로 부르기도 하였다.

## 경제
잭슨홀 공항은 와이오밍주에서 가장 크고 바쁜 영업용 공항이다. 또한 미국에서 유일하게 국립 공원으로 선정된 곳 안에 위치한 공항이기도 하다.
2017년 잭슨홀은 MSN이 선정한 미국의 주별 최고의 야영지에서 와이오밍의 최고 야영지로 뽑혔다.

## 대중 문화
영화 세 악당(1926), 빅 스카이(1952), 셰인(1953), 태양은 가슴마다(1963), 더티 파이터(1980), 마운틴 맨(1980), 록키 4(1985), 늑대와 춤을(1990), 장고: 분노의 추적자(2012) 등은 잭슨 홀을 배경으로 하거나 촬영을 한 적이 있다. 또한 2013년에 발매한 액션 어드벤처 비디오 게임 《더 라스트 오브 어스》와 후속편 《더 라스트 오브 어스 파트 II》의 주요 장소로 나오기도 한다. 이곳에서 잭슨은 아포칼립스 세계에서 생존자들로 구성된 대규모 커뮤니티가 있다.

## 갤러리

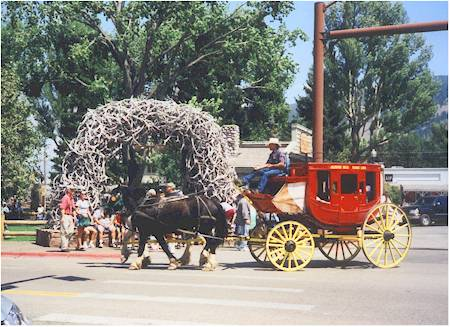
잭슨 광장
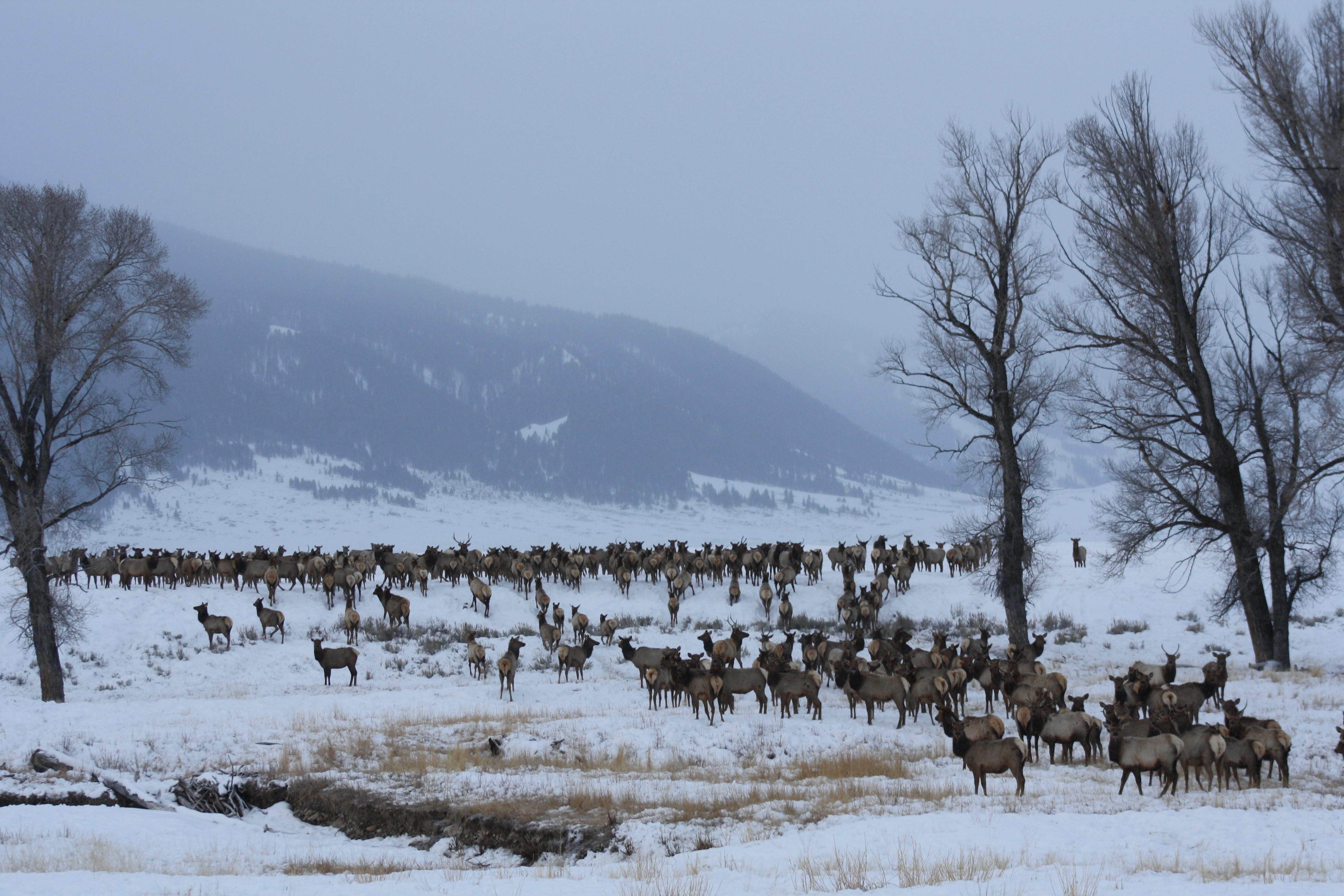
엘크의 쉼터
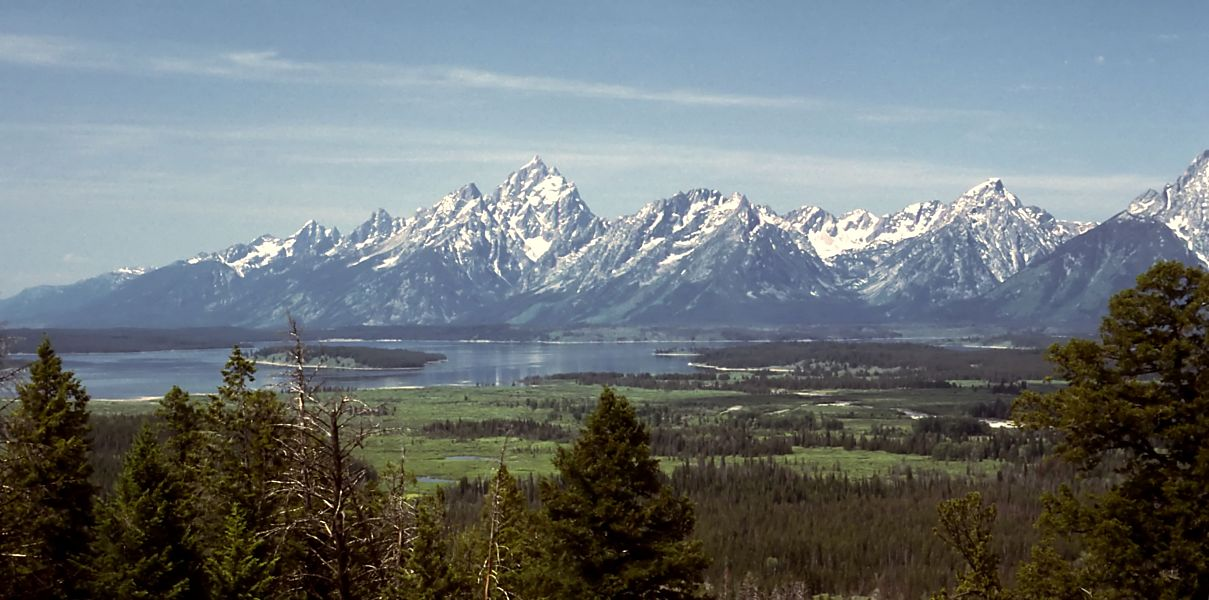
티턴 산맥
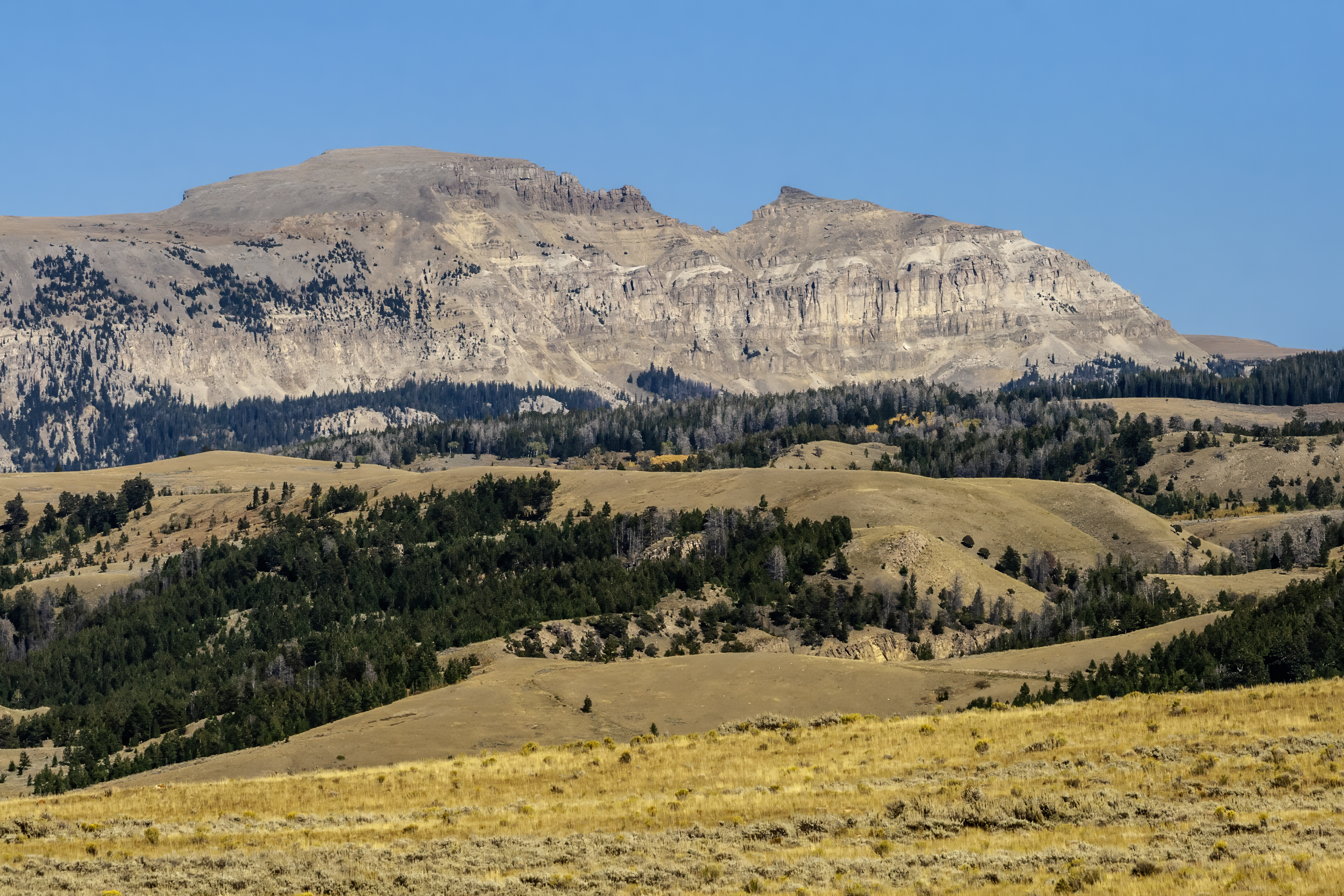
쉽 마운틴에 위치한 암석으로, 슬리핑 인디언이라는 별명이 있다.
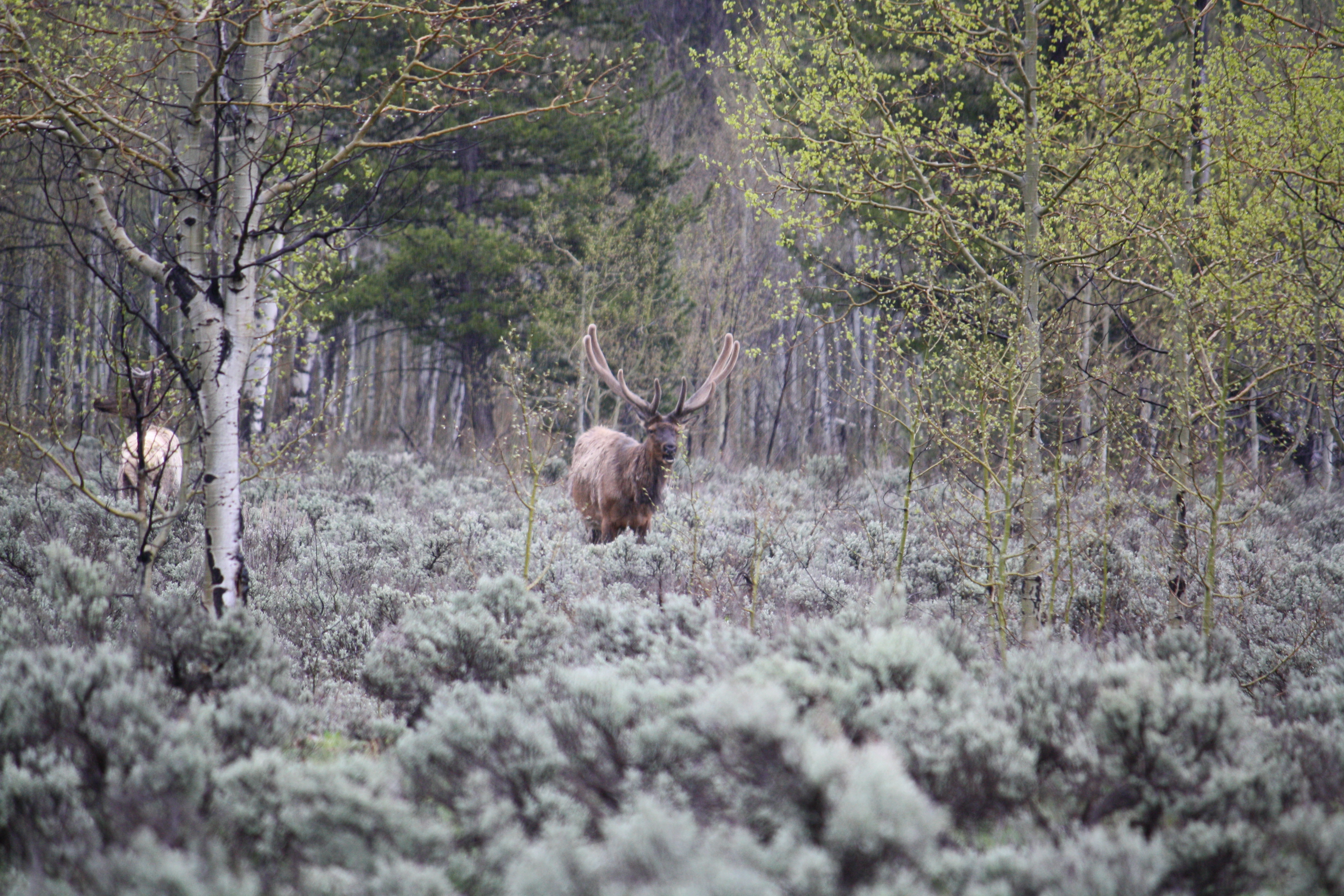
야생 속의 엘크